# Сонгтхеу
Сонгтхеу (тай. สองแถว, трансліт. [sɔ̌ːŋ tʰɛ̌ɐ], досл. «дві лавки»;  лаос. ສອງແຖວ; малай. dua baris) є пасажирським автомобілем в Таїланді та Лаосі пристосованим з пікапа або великої вантажівки і використовується як маршрутне таксі або автобус.

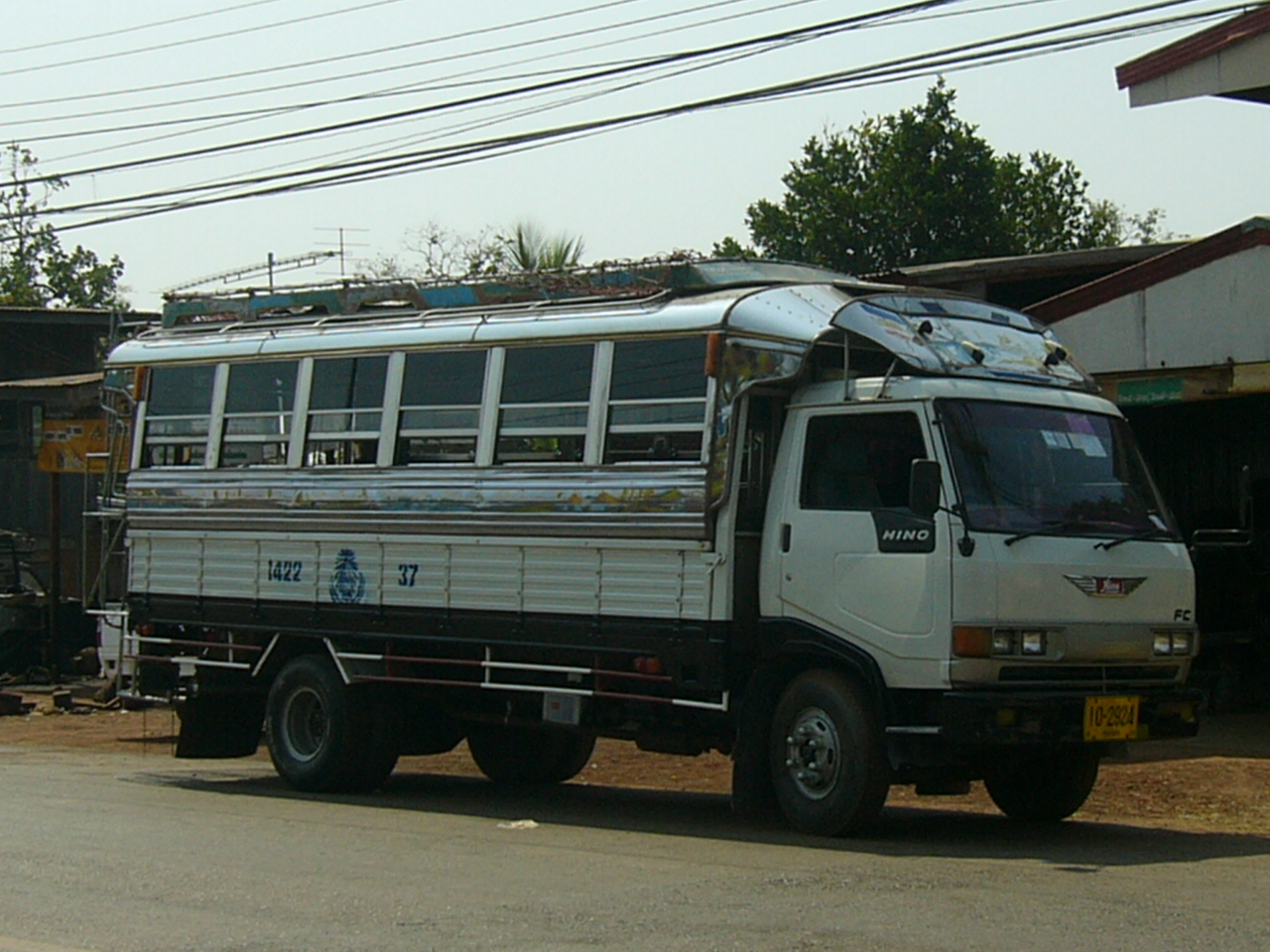
Сонгтхеу на базі Hino.

## Огляд

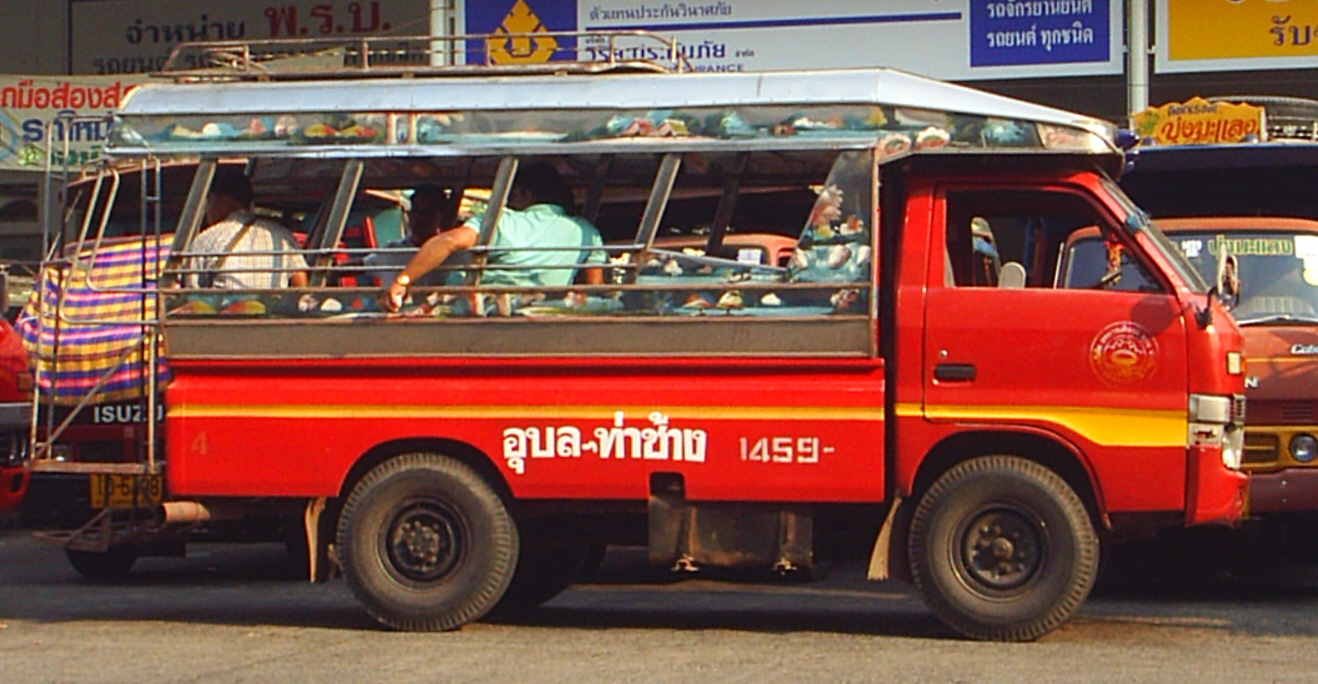
Сонгтхеу на базі Isuzu.

Сонгтхеу часто використовуються в Таїланді і Лаосі як маршрутні таксі всередині міста і між прилеглими населеними пунктами. На деяких вантажівках дах розташований високо, що дозволяє брати і стоячих пасажирів. У сонгтхеу з низьким дахом стоять пасажири, числом до 1-6 чоловік, влаштовуються зовні на сходах, що ведуть в кузов. У приморських областях сонгтхеу ходять по популярних туристичних маршрутах, складаючи альтернативу звичайним таксі і «тук-тукам».
На довших маршрутах зазвичай використовуються великі вантажівки, що дозволяють брати до 40 пасажирів. Ремені безпеки для пасажирів, за винятком тих, що знаходяться в кабіні, не передбачені.

## Зовнішні посилання
- Public Transit in Pattaya Thailand [Архівовано 15 березня 2017 у Wayback Machine.]